# إبراهيم باشا بابان
إبراهيم باشا، بن أحمد باشا، بن سليمان باشا بابان، (1781 - 1802) هو قائد عسكري كردي من أكراد العراق، ومن أشهر أمراء إمارة بابان، تولى إمارة «بابان» آواخر سنة 1197 هـ بعد عمه محمود باشا، وهو الذي وضع أساس مدينة السليمانية الحاضرة في عام (1199هـ- 1784م).
كان إبراهيم باشا حاكم نبيل وشجاع، وكان يحسن اللغة التركية والعربية بالإضافة للكردية، وكان خبيراً في إدارة الدولة، لأنهُ كان يحب الحياة المعاصرة، وقضى القسم الأكبر من حياته في ولاية بغداد، ونال الاحترام والمحبة بين البغداديين.
عرف عهد حكمه لإمارة بابان، بعهد بلوغ الخلافات والصراعات بين أمراء البابانيين، إضافة إلى وجود التدخلات من قبل الروم والعجم في شؤون الإمارة، وكان هذا السبب وراء تبديل أمراء الإمارة بشكل مستمر.
وكان أولى مهامه بعد توليه سلطة الإمارة، وضع الحجر الأساس لمدينة معاصرة قرب منطقة «سرا» التي أسسها محمود باشا في عام 1775هـ، والتي سميت بعد ذلك بمدينة «السليمانية» وأصبحت عاصمة لإمارة بابان.
وكان حاكماً يقظاً فطناً ساعد على تقدم البلاد فبذل جهوداً جبارة في سبيل تعمير بلاد «بابان»، وتأمين رفاه الشعب كما أنه وفق إلى توسيع حدود مملكته بضم مدينة «زهاو» و«قصر شيرين» و «خانقين» إليها.
ولقد نظم الشؤون الداخلية على أسس متينة، غير أنه خلع عن إمارته سنة 1202 هـ، ثم أعيد إلى الحكم، وبعد مدة عام واحد خلع ثانية وبحسب المصادر التاريخية، فإنه بعد مضي 11 سنة قضى على أزمة الحكم في بلاد «بابان» بأمر من  سليمان باشا  والي بغداد، وتولى إبراهيم باشا إمارة بابان ودامت مدة إمارته حتى وفاة سليمان باشا في عام 1217 هـ، وبعد ذلك عهد بحكم بلاد «بابان» إلى عبد الرحمن باشا.

## وفاته
في عام 1217 هـ/1802م، حين ذهب إبراهيم باشا، مع قواته إلى منطقة سنجار في مدينة الموصل لمساعدة جيش الدولة العثمانية، توفي إبراهيم باشا إثر إصابته بمرضٍ، ودفن بعد ذلك قرب مرقد «الإمام يونس».